# Fly (песня Аврил Лавин)
Fly — песня Аврил Лавин, релиз которой состоялся 16 апреля 2015 года. Песня стала благотворительным синглом для The Avril Lavigne Foundation в поддержку Всемирной Специальной Олимпиады 2015, которая прошла в Лос-Анджелесе. Песня написана самой Лавин, её мужем Чедом Крюгером, и Дэвидом Ходжесом.

## Описание и релиз
«Fly» была написана во время работы над пятым студийным альбомом. Песня была написана специально для альбома, но во время финальной стадии работы над ним, было принято решение не включать её в трек-лист. Лавин позже упомянула песню в интервью, и после предложения от её поклонников, она решила выпустить песню в качестве благотворительного сингла. Лирически, песня о преодолении каких-либо препятствий с которым каждый может столкнуться. Первоначально песня была в жанре поп, но Лавин изменила её и сделала более балладной. По словам Лавин, в песне звучит фортепиано, оркестр и бас-барабан.

## Список композиций
Цифровое скачивание
1. «Fly» — 3:06

## История релизов
| Страна | Дата           | Лейбл |
| ------ | -------------- | ----- |
| Мир    | 16 апреля 2015 | Epic  |